# Antonio Pavesi
Antonio Pavesi (fl. XIX-XX secolo) è stato un calciatore italiano.

## Carriera
Membro della sezione calcistica dell'Andrea Doria, Pavesi con i doriani partecipò al campionato nel 1902, ove perse l'eliminatoria ligure, primo derby ufficiale tra formazione genovesi contro i futuri campioni nazionali del Genoa. Nel maggio 1902 partecipa con l'Andrea Doria al torneo calcistico del campionato nazionale di ginnastica, aggiudicandosi la vittoria ad ex aequo con il Milan al termine della finale contro i rossoneri, terminata a reti bianche, ed il titolo di campione d'Italia, la Coppa Forza e Coraggio e la Corona di Quercia.

## Palmarès

### Calciatore

#### Club

##### Altre Competizioni
- Torneo FGNI: 1

Andrea Doria: 1902